# ベアトリクス・フォン・ニュルンベルク
ベアトリクス・フォン・ニュルンベルク（ドイツ語：Beatrix von Nürnberg, 1362年ごろ - 1414年）は、オーストリア公アルブレヒト3世妃。
ベアトリクスはニュルンベルク城伯フリードリヒ5世とエリーザベト・フォン・マイセン（マイセン辺境伯フリードリヒ2世の娘）の間の娘である。
1375年、オーストリア公アルブレヒト3世と結婚し、1男をもうけた。
- アルブレヒト4世（1377年 - 1404年） - オーストリア公（1395年 - 1404年）

## 脚注

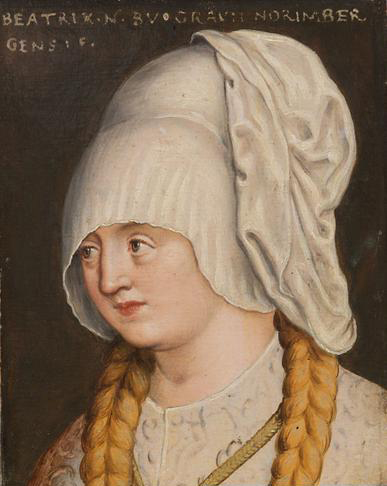
ベアトリクス・フォン・ニュルンベルク（16世紀）